# Crossfader
Crossfader è un EP del gruppo musicale italiano Santo Niente pubblicato nel 1997.

## Il disco
Crossfader contiene alcune sperimentazioni musicali realizzate dal Santo Niente in collaborazione con Technogod, Meathead, Teho Teardo e Giovanni Gasparini, i quali hanno remixato alcuni brani tratti da La vita è facile (1995) e 'sei na ru mo'no wa na 'i (1997), primi due dischi del Santo Niente.
La produzione del disco è stata curata da Giorgio Canali e Marco Lega per il Consorzio Produttori Indipendenti. Crossfader rappresenta l'ultima pubblicazione del Santo Niente prima della pausa intrapresa nel 1999 e terminata solo nel 2003. 

## Tracce
Testi di Umberto Palazzo, musiche di Santo Niente.
1. È aria (Anossia Technogod) – 6:07
2. 120/130 (Ozbliquo Technogod) – 4:20
3. Cuore di puttana (Gita a Matera Remix) – 6:58
4. 'sei na ru mo' no wa na'i (Remix) – 3:10
5. Cuore di puttana (Meathead ti mangia il cuore remix) – 7:08
6. Junkie (Album Version) – 3:15

## Formazione
- Umberto Palazzo – voce, chitarra
- Salvatore Russo – chitarra
- Fabio Petrelli – basso
- Cristiano Marcelli – batteria, percussioni, cori